# Ограда Летнего сада (Мойка)

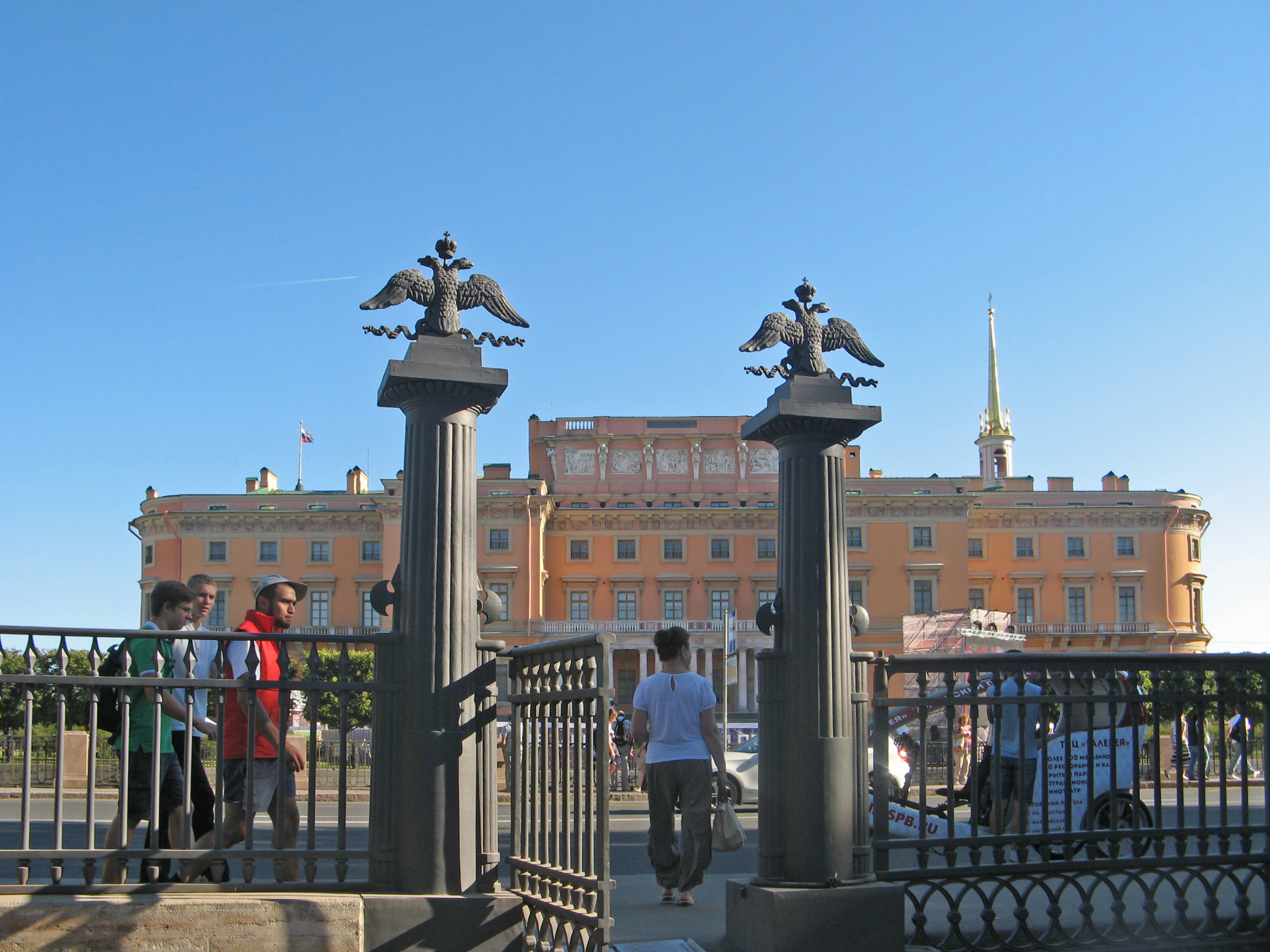
Ворота, вид из сада

Ограда Летнего сада со стороны Мойки — памятник архитектуры. Ограда расположена с южной стороны Летнего сада.
Необходимость огородить сад со стороны Пантелеймоновского моста возникла при перестройке Михайловского дворца. В рамках перестройки дворца и изменения прилегающей территории была проложена улица Пестеля, продлена Садовая улица, обустроена северная набережная Мойки.
Решётка была сделана на Александровском заводе в 1826 году по проекту Л. И. Шарлеманя. Одновременно с установкой южной ограды по рисунку Шарлеманя были сделаны вееробразные решётки с невской стороны сада.
Звенья решётки невысокие (полтора метра), украшены щитами с головой Медузы. Пилоны ворот для въезда в сад также отлиты из чугуна, представляют собой дорические колонны, на две трети высоты каннелированные.
В 2007 году в решётку врезался автомобиль, в 2013 году другой автомобиль при аварии сбил три секции ограды и повредил цоколь, вместо повреждённых элементов около года стоял сетчатый забор. Последнее восстановление было закончено в феврале 2015 года.